# ラジオショック!うわさのTOP40
- ラジオショック!うわさのトップ40
- ラジオショック!噂のTOP40
- ラジオショック!噂のトップ40

ラジオショック!うわさのTOP40（ラジオショック うわさのトップフォーティー）は、1984年10月8日から1985年4月5日まで、ニッポン放送で放送されていた、ナイターオフ限定のワイドラジオ番組。
放送時間は月曜日から金曜日までの21:00〜22:00。

## 概要
メインパーソナリティはキッチュ（現・松尾貴史）で、月曜日から金曜日まで通しての出演。キッチュにとって、本番組が初めてのラジオレギュラー番組であった。
キッチュを起用したディレクターは、『タモリのオールナイトニッポン』などを手掛けたことで知られる岡崎正通。キッチュは俵孝太郎の物真似で、正午を以って日本の標準語が大阪弁になるというニュースを伝えて正午の時報の後に大阪弁でニュースが続くというネタを録音したカセットテープをニッポン放送に送っていたが、岡崎は自分の机のブックエンドの隅に挟んだままで聴かずじまいだった。ある時に部長に机を片付けるように言われて、整理する中でこのテープも捨てるつもりでいたが、捨てる前にこれを聴いてみたところ、そのあまりの面白さからキッチュを番組に起用することにした。後に岡崎はキッチュから「すんでの所で私を使っていただきまして」と言われたが、自分もすんでの所でテープを捨てる所だったと回顧している。
各曜日放送の企画は主に以下の通りであった。
- 月曜日〜水曜日：「男厳禁! (秘)女子更衣室」
- 木曜日：「更衣室ベスト10」 （その週の「女子更衣室」でのトークの中からベストセレクションして放送）
- 金曜日：「セックス相談室」

以上のうち、特に女子中学生・女子高校生に電話をつないで、学校の更衣室でしているような秘密のひそひそ話を聞く「女子更衣室」の企画が人気であり、本番組は高聴取率を記録していた。
途中、21:30〜21:40頃に景山民夫と高田文夫の出演する『とんでもダンディー・民夫くんと文夫くん』を内包して放送していた。
キッチュは、本番組終了後も引き続き1985年4月からニッポン放送で斉藤由貴と共演の番組『由貴とキッチュの夜にもふかしぎ』のパーソナリティを務めている。